# Solanum guerreroense
Solanum guerreroense là loài thực vật có hoa trong họ Cà. Loài này được Correll miêu tả khoa học đầu tiên năm 1952.